# Kévin Gameiro
Kévin Gameiro (født 9. maj 1987 i Senlis, Frankrig) er en fransk fodboldspiller, der spiller som angriber hos Ligue 1-klubben Strasbourg. Han har spillet for klubben siden 2021. Inden da havde han spillet for Strasbourg, Lorient og Paris Saint-Germain i sit hjemland, samt spanske hold som Sevilla, Atletico Madrid og Valencia.

## Landshold
Gameiro står (pr. marts 2018) noteret for 13 kampe og tre mål for Frankrigs landshold, som han debuterede for den 3. september 2010 i en EM-kvalifikationskamp mod Hviderusland.